# ハドソン川

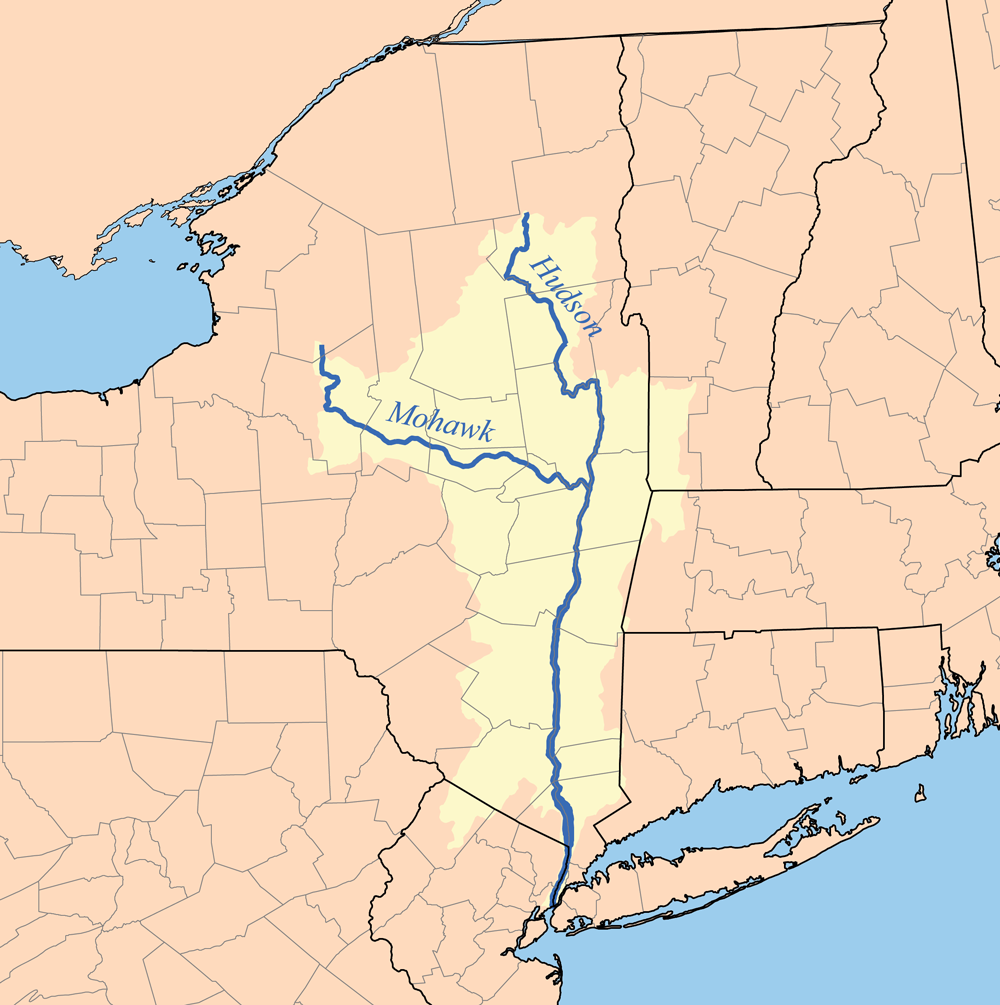
ハドソン川の流域

ハドソン川（ハドソンがわ、英: Hudson River）は、アメリカ合衆国の主にニューヨーク州を流れ、大西洋に注ぐ川である。河口付近ではニューヨーク州とニュージャージー州との境界になっている。ヨーロッパ人で最初にこの川を発見したのはイタリア人のジョバンニ・ダ・ヴェラッツァーノで、1524年のことである。名前は1609年にこの川の探検を行ったヘンリー・ハドソンに由来する。

## 名前

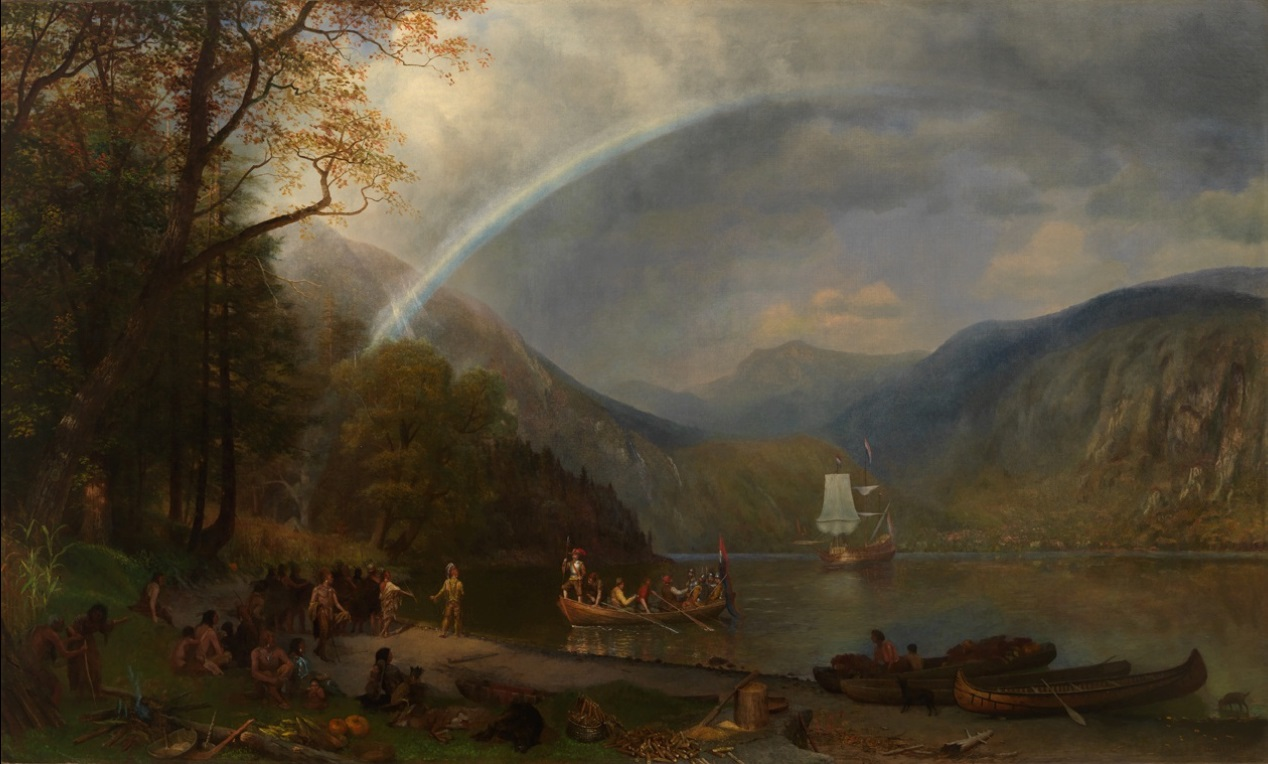
『ハドソン川の発見』（Discovery of the Hudson River）、アルバート・ビアスタット 、1874年。

ヨーロッパ人が発見する以前は、この川はイロコイ族によってMuh-he-kun-ne-tuk （Great Mohegan） 、レナペ族によってMuhheakantuck（二又に流れる川）と呼ばれていた。
オランダ人が発見以前はスペイン語でRio de Montaigneと呼ばれていたのを、オランダ語でNoortrivier（North River）と一般に呼ぶようになった。対するデラウェア川はZuidrivier（South River）と呼ばれた。他にも、Manhattes rieviere（Manhattan River）、Groote Rivier（Great River）、およびde grootte Mouritse reviere（the Great Mouritse River、Mouritseはオランダの苗字）といった名前で呼ばれることがあった。英語に翻訳されたNorth Riverという名前は1900年代初期にニューヨーク都市圏において使われたが、現在ではそれほど用いられてはいない。
1939年に『LIFE』誌はヨーロッパのライン川に例え、この川を"アメリカのライン川"と呼んだ。

## 地理
ハドソン川の公式の水源はアディロンダック山地の「雲の涙湖」（Lake Tear of the Clouds、標高1,317m地点）である。オールバニー付近で西からのモホーク川を合わせ、南に流れてスタテンアイランドとロングアイランドとの間でニューヨーク港を形成するニューヨーク湾に注ぐ。ニューヨーク市を流れるハドソン川はオランダ人がここを「北の川」、デラウェア川を「南の川」と呼んだので、今も「ノース・リバー」を冠した固有名詞がいくつか残っている。ニューヨーク州トロイにあるフェデラル・ダムの堰より北をアッパー・ハドソン川、南をロウアー・ハドソン川と呼ぶ。
ハドソン川は、かなりの部分が航行可能である。1825年12月26日にハドソン川とエリー湖とをつなぐエリー運河が完成し、五大湖周辺とヨーロッパ間が大西洋経由で繋がった。
ハドソン川は時に「溺れた川」（"drowned" river）と呼ばれる。ウィスコンシン氷河（en）の後退によって海水面が上昇したことで、海水浸食を引き起こし、海岸の平野は水没した。

## 支流
左支流
- Boreas River
- en:Schroon River
- en:Batten Kill
- en:Hoosic River
- en:Kinderhook Creek
- en:Roeliff Jansen Kill
- en:Wappinger Creek
- en:Croton River

右支流
- Cedar River
- Indian River
- en:Sacandaga River
- モホーク川
- en:Normans Kill
- en:Catskill Creek
- en:Esopus Creek
- en:Rondout Creek/en:Wallkill River

## 橋とトンネル
上流から下流の順に縦向き列挙、半分は右へ改列。これよりも上流はオールバニー市内。川幅も比較的狭く、橋が多いので割愛。

ハドソン川（1977年）

- キャッスルトン・ブリッジ
- リップ・ヴァン・ウィンクル・ブリッジ
- キングストン・ラインクリフ・ブリッジ
- ミッド・ハドソン・ブリッジ
- ニューバーグービーコン・ブリッジ
- ベアー・マウンテン・ブリッジ[9]

- タッパン・ジー・ブリッジ[10]
- ジョージ・ワシントン・ブリッジ[11]
- リンカーン・トンネル
- ホランド・トンネル
- ヴェラザノ・ナローズ・ブリッジ[12]

## 経済
上流部のエリー運河の開削は、それまでの人馬による荷車での輸送に比べ輸送費用が大幅に削減されるなど流域の経済発展に著しく貢献した。反面、五大湖には生息していなかったウミヤツメが運河によってハドソン川などから流出し、五大湖の生態系を崩す結果となった。
さらなる効率と大量輸送を求め、ニューヨーク・セントラル鉄道が川に沿って鉄道を敷設した。この路線で使用された車輪配置 4-6-4の蒸気機関車は、川の名前から「ハドソン型」と呼ばれるようになり、車輪配置の名称として定着した。日本ではC62形蒸気機関車がこの軸配置の代表となり、この名称が日本のゲーム会社であるハドソンの会社名の由来ともなった。
結局、鉄道網は経済発展による貨物量の増加には対応できず、主に旅客を鉄道が扱うなど運河との住み分けがされた。この状況は後のトラック輸送が競合相手として加わるまで続いた。
ゼネラル・エレクトリックは1977年から30年もの間、ポリ塩化ビフェニールなどの有害化学物質をハドソン川に流していた。同社は州政府と争い、2010年まで取り組んできた汚染除去作業が不十分と判断され、合計13億3000万ドルを費やすこととなった。